# Újudvar
Újudvar là một thị trấn thuộc hạt Zala, Hungary. Thị trấn này có diện tích 16,31 km², dân số năm 2010 là 923 người, mật độ 57 người/km².